# Giuseppe Petrucci
Giuseppe Petrucci (Palma di Montechiaro, 5 gennaio 1973) è un attivista italiano, è stato presidente dell'Ente nazionale sordi, dal 2011 al 2021.

## Biografia
Eletto come presidente nazionale nel 2011, al XXIV Congresso nazionale a Rocca di Papa, e rieletto nel 2015, al XXV Congresso nazionale a Montesilvano.
Il 31 luglio, al XXVI Congresso nazionale ENS, viene succeduto al presidente nazionale Raffaele Angelo Cagnazzo.
Petrucci viene eletto nel 2023 come delegato regionale FSSI Abruzzo.

### Controversie
Nel 2011 all'assemblea dell'Ente nazionale sordi, l'ex presidente nazionale Ida Collu, che è stata in carica dal 1995 al 2011, viene indicata come responsabile del dissesto economico dell'Associazione, ma lei nega. Successivamente viene querelata per appropriazione di 300.000 euro.